# Oneirodidae
Oneirodidae (Armvinnigen) zijn een familie van straalvinnige vissen uit de orde van Vinarmigen (Lophiiformes).

## Geslachten
- Bertella Pietsch, 1973
- Chaenophryne Regan, 1925
- Chirophryne Regan & Trewavas, 1932
- Ctenochirichthys Regan & Trewavas, 1932
- Danaphryne Bertelsen, 1951
- Dolopichthys Garman, 1899
- Leptacanthichthys Regan & Trewavas, 1932
- Lophodolos Lloyd, 1909
- Microlophichthys Regan & Trewavas, 1932
- Oneirodes Lütken, 1871
- Pentherichthys Regan & Trewavas, 1932
- Phyllorhinichthys Pietsch, 1969
- Pietschichthys
- Puck Pietsch, 1978
- Spiniphryne Bertelsen, 1951
- Tyrannophryne Regan & Trewavas, 1932